# الزباد (مادة كيميائية)

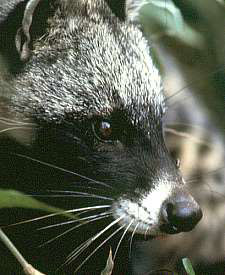
قط الزباد.

الزَّباد هو مادة كيميائية ذات رائحة نفاذة يفرزها قط الزباد (سواء ذكر أو أنثى) عن طريق غدد العجان، تستخدم في تثبيت روائح العطور. يتم الحصول على تلك المادة إما بقتل قط الزباد، أو بنزع غدد العجان التي لديه، أو عن طريق سحب تلك المادة من الحيوان دون قتله، وتلك هي الطريقة المثالية.

## استخداماته
• تقوم بعض الدول الأوروبية بخلطه مع القهوة.
• من أفضل المواد لشفاء الدمامل، وذلك إذا تم استخدامه كدهان.
• يساهم في علاج الزكام عن طريق الاستنشاق.
• مقوٍّ للقلب إذا تم خلطه مع العصائر.
- يطول الشعر بسرعة خياليه.

## رأي جمعيات الرفق بالحيوان
وضحت جمعيات الرفق بالحيوان مثل جمعية حماية الحيوان العالمية أن تلك التصرفات تعد جريمة في حق الحيوان.
و في لمحة أخلاقية رائعة قامت شركة شانيل (و هي شركة فرنسية فاخرة لتصنيع الملابس والإكسسوارات والعطور وغيرها) المصنعة للعطر «شانيل رقم 5» (يعد أحد أشهر العطور في العالم) باستبدال الزباد الطبيعي ببديل صناعي عام 1998.